# Утиня
45°24′ пн. ш. 15°43′ сх. д. / 45.40° пн. ш. 15.72° сх. д.
Утиня (хорв. Utinja) — населений пункт у Хорватії, в Карловацькій жупанії у складі міста Карловаць.

## Населення
Населення за даними перепису 2011 року становило 5 осіб.
Динаміка чисельності населення поселення: